# ویلفرد لوکاس
ویلفرد لوکاس (انگلیسی: Wilfred Lucas؛ ‏ ۳۰ ژانویهٔ ۱۸۷۱ – ۱۳ دسامبر ۱۹۴۰) بازیگر، فیلم‌نامه‌نویس و کارگردان فیلم اهل کانادا بود.

## گزیده فیلم‌شناسی
- دختر و یاغی (۱۹۰۸)
- روز تعطیلی چاقالو (۱۹۱۳)
- یک عروسی کوچک بی‌سروصدا (۱۹۱۳)
- گامی نادرست (۱۹۱۴)
- مکبث (۱۹۱۶)
- تعصب (۱۹۱۶) (در عنوان‌بندی نیامده)
- عبور از خط مرگ (۱۹۲۲)
- کنتاکی دربی (۱۹۲۲)
- مصائب شیطان (۱۹۲۶) (در عنوان‌بندی نیامده)
- لانه (۱۹۲۷)
- بچه آریزونا (۱۹۳۰)
- بی‌آبرو (۱۹۳۱) (در عنوان‌بندی نیامده)
- مشکل دشوار (۱۹۳۱) (در عنوان‌بندی نیامده)
- سیاست (۱۹۳۱) (در عنوان‌بندی نیامده)
- ما را ببخشید (۱۹۳۱)
- فانتوم (۱۹۳۱)
- روزنه امید (۱۹۳۲) (در عنوان‌بندی نیامده)
- ازدواج آخر هفته (۱۹۳۲) (در عنوان‌بندی نیامده)
- هالیوود که دیگر بدرد نمی‌خورد (۱۹۳۲) (در عنوان‌بندی نیامده)
- نغمه‌های شهر بزرگ (۱۹۳۲) (در عنوان‌بندی نیامده)
- اسب شیطان (۱۹۳۲) (در عنوان‌بندی نیامده)
- مزاحم (۱۹۳۳)
- برادر شیطان (۱۹۳۳)
- ابوالهول (۱۹۳۳) (در عنوان‌بندی نیامده)
- شهردار جهنم (۱۹۳۳) (در عنوان‌بندی نیامده)
- شاپرک (۱۹۳۴)
- خانه روتشیلت (۱۹۳۴) (در عنوان‌بندی نیامده)
- جنگل گمشده (۱۹۳۴)
- مادام دو باری (۱۹۳۴) (در عنوان‌بندی نیامده)
- کنت مونت کریستو (۱۹۳۴) (در عنوان‌بندی نیامده)
- یک شب عشق (۱۹۳۴) (در عنوان‌بندی نیامده)
- کلئوپاترا (۱۹۳۴) (در عنوان‌بندی نیامده)
- پرنده آتشین (۱۹۳۴) (در عنوان‌بندی نیامده)
- ماریتای بدجنس (۱۹۳۵) (در عنوان‌بندی نیامده)
- بینوایان (۱۹۳۵) (در عنوان‌بندی نیامده)
- تهدید عمومی (۱۹۳۵)
- عصر جدید (۱۹۳۶)
- داستان لوئی پاستور (۱۹۳۶) (در عنوان‌بندی نیامده)
- فرشته سپید (۱۹۳۶) (در عنوان‌بندی نیامده)
- ماری اسکاتلند (۱۹۳۶)
- زن بدنام (۱۹۳۷) (در عنوان‌بندی نیامده)
- فتح (۱۹۳۷) (در عنوان‌بندی نیامده)
- چهار دختر (۱۹۳۸) (در عنوان‌بندی نیامده)
- فرشتگانی با چهره‌های کثیف (۱۹۳۸) (در عنوان‌بندی نیامده)
- داج سیتی (۱۹۳۹) (در عنوان‌بندی نیامده)
- زنوبیا (۱۹۳۹) (در عنوان‌بندی نیامده)
- آقای اسمیت به واشینگتن می‌رود (۱۹۳۹) (در عنوان‌بندی نیامده)
- رافلز (۱۹۳۹) (در عنوان‌بندی نیامده)
- ساده‌لوح در آکسفورد (۱۹۳۹)
- ویرجینیا سیتی (۱۹۴۰) (در عنوان‌بندی نیامده)
- پل واترلو (۱۹۴۰) (در عنوان‌بندی نیامده)
- مسیر سانتافه (۱۹۴۰) (در عنوان‌بندی نیامده)
- گرگ دریا (۱۹۴۱) (در عنوان‌بندی نیامده) (آخرین نقش‌آفرینی در سینما)